# Fenny Drayton
Fenny Drayton är en by i civil parish Witherley, i distriktet Hinckley and Bosworth, i grevskapet Leicestershire i England. Byn är belägen 24,7 km från Leicester. Orten har 516 invånare (2015). Fenny Drayton var en civil parish fram till 1936 när blev den en del av Witherley, Hartshill, Mancetter och Caldecote. Civil parish hade 125 invånare år 1931. Byn nämndes i Domedagsboken (Domesday Book) år 1086, och kallades då Draitone.